# Eleccions al Parlament del Regne Unit de 1955
Les eleccions al Parlament del Regne Unit de 1955 es van celebrar el 26 de maig de 1955. Va guanyar per majoria absoluta el Partit Conservador d'Anthony Eden.

## Antecedents
L'any 1955, amb la retirada de Churchill, Anthony Eden esdevingué finalment primer ministre i immediatament va convocar eleccions, que es celebraren el 5 de maig de 1955.

## Resultats
| Partit                    | Líder           | Vot popular | %      | Escons | Canvi (de 1955) |
| Partit Conservador        | Anthony Eden    | 13,310,891  | 54,76% | 345    | +20             |
| Partit Laborista          | Clement Attlee  | 12.405.254  | 43,97% | 277    | -18             |
| Partit Liberal            | Clement Davies  | 722.402     | 2,7%   | 6      |                 |
| Sinn Féin                 | Tom Mitchell    | 152.310     | 0,6%   | 2      | +2              |
| Plaid Cymru               | Gwynfor Evans   | 45.119      | 0,2%   |        |                 |
| Comunistes                | Harry Pollitt   | 33.144      | 0,2%   |        |                 |
| Partit Nacional Escocès   | Robert McIntyre | 12.202      | 0,1%   | 0      |                 |
| Partit Laborista Irlandès | Jack Beattie    | 16.050      | 0,1%   | 0      | -1              |

## Conseqüències
Anthony Eden va conduir el Partit Conservador a incrementar la majoria conservadora de 17 a 60 escons.